# Seznam mednarodnih teroristov
Seznam najpomembnejših mednarodnih teroristov.

## Abecedni seznam

### B
- Šamil Basajev

### L
- Osama bin Laden

### S
- Ilich Ramirez Sanchez